# Веллі-Фоллс (Нью-Йорк)
Веллі-Фоллс (англ. Valley Falls) — селище (англ. village) в США, в окрузі Ренсселер штату Нью-Йорк. Населення — 510 осіб (2020).

## Географія
Веллі-Фоллс розташоване за координатами 42°54′2″ пн. ш. 73°33′45″ зх. д. / 42.90056° пн. ш. 73.56250° зх. д. (42.900629, -73.562515).  За даними Бюро перепису населення США в 2010 році селище мало площу 1,26 км², з яких 1,20 км² — суходіл та 0,06 км² — водойми.

## Демографія
Згідно з переписом 2010 року, у селищі мешкало 466 осіб у 179 домогосподарствах у складі 125 родин. Густота населення становила 368 осіб/км².  Було 201 помешкання (159/км²).
Расовий склад населення:
| - 96,8 % — білих - 1,1 % — азіатів - 0,4 % — корінних американців - 0,2 % — чорних або афроамериканців |

До двох чи більше рас належало 1,3 %. Частка іспаномовних становила 1,5 % від усіх жителів.
За віковим діапазоном населення розподілялося таким чином: 27,3 % — особи молодші 18 років, 61,8 % — особи у віці 18—64 років, 10,9 % — особи у віці 65 років та старші. Медіана віку мешканця становила 38,2 року. На 100 осіб жіночої статі у селищі припадало 86,4 чоловіків;  на 100 жінок у віці від 18 років та старших — 85,2 чоловіків також старших 18 років.
Середній дохід на одне домашнє господарство  становив 98 857 доларів США (медіана — 80 179), а середній дохід на одну сім'ю — 117 362 долари (медіана — 96 875). Медіана доходів становила 76 875 доларів для чоловіків та 50 577 доларів для жінок. За межею бідності перебувало 6,3 % осіб, у тому числі 3,2 % дітей у віці до 18 років та 3,8 % осіб у віці 65 років та старших.
Цивільне працевлаштоване населення становило 269 осіб. Основні галузі зайнятості: освіта, охорона здоров'я та соціальна допомога — 29,0 %, публічна адміністрація — 12,3 %, мистецтво, розваги та відпочинок — 12,3 %.